# Nemiri u Užicu 25. kolovoza 1862.
Nemiri u Užicu, građanski nemiri u Užicu koji su se dogodili 25. kolovoza 1862. godine.
Još dok je u tijeku bila konferencija velikih sila u Kanlidži, povod koje su bili nemiri u Beogradu, dogodili su se nemiri u Užicu. Kako se ustanovilo poslije, u organizaciju srpske vlasti poduzete su mjere za izvršiti pritisak na konferenciju i na muslimane da ih se prisili na iseljenje. Nisu srpske vlasti htjele čekati da se vidi koje mjere i odluke će donijeti Konferencija u Kanlidži i izložiti se riziku nepovoljna ishoda konferencije. Muslimanske mahale u Užicu bile su zapaljene. Grad (utvrda) nije zapaljen, jer su u njemu bili osmanski vojnici. Krivnja za požar bačena je na muslimane. Posljedično je su se strahovito zategnuli odnosi Srba i Muslimana. Poslije se otkrilo da su to neki ljudi napravili u organizaciji srpske vlasti.
Konferencija je završila 10 dana poslije, 4. rujna, s vrlo povoljnim odlukama za Srbiju.